# József Kenyeres
József Kenyeres (* 2. März 1955 in Esztergom) ist ein ungarischer Handballtrainer und ehemaliger Handballspieler.

## Spielerlaufbahn
Der 1,79 m große rechte Außenspieler lernte das Handballspielen bei Vasas Budapest. In der ersten ungarischen Liga lief er ab 1974 nur für Honvéd Budapest auf, mit dem er 1976, 1977, 1980, 1981, 1982 und 1983 ungarischer Meister sowie 1983 Pokalsieger wurde. Im Jahr 1982 gewann er mit dem Hauptstadtverein den Europapokal der Landesmeister. Im IHF-Goldpokal 1982 unterlag er mit seinem Klub gegen den SC Empor Rostock, Sieger des Europapokals der Pokalsieger. Zum Abschluss seiner Karriere spielte er in Deutschland und für den HC Basilisk aus Basel.
Mit der ungarischen Nationalmannschaft nahm Kenyeres an den Olympischen Spielen 1976 in Montreal teil, wo er elf Tore in fünf Spielen warf und den 6. Platz belegte. Vier Jahre später unterlag er bei den Olympischen Spielen 1980 in Moskau mit der ungarischen Auswahl im Spiel um Bronze gegen Rumänien. Im Turnier erzielte er fünf Tore in sechs Partien. Er stand im Aufgebot für die Weltmeisterschaft 1978, bei der er 12 Tore in sechs Spielen warf und den 9. Platz belegte. Bei der Weltmeisterschaft 1982 erzielte er 18 Tore in fünf Partien und kam erneut auf den 9. Platz. Bei der Weltmeisterschaft 1986 gewann er mit Ungarn die Silbermedaille. Er war im Vorrundenspiel gegen Algerien zweimal erfolgreich, bei seinem einzigen weiteren Spiel blieb er im Finale bei der 22:24-Niederlage gegen Jugoslawien ohne Treffer. Zwischen 1974 und 1994 bestritt er 224 Länderspiele, in denen er 496 Tore erzielte.

## Trainerlaufbahn
Kenyeres war von 2002 bis 2004 Trainer bei Honvéd. Bei der Beachhandball-Europameisterschaft 2004 kam die von ihm betreute Ungarische Beachhandball-Nationalmannschaft der Frauen auf den 7. Platz. Von Februar 2006 bis 2009 übernahm er den Posten bei der Frauenmannschaft von Váci NKSE. Außerdem trainierte er die Vereine Főgáz-Gázművek MTE, Vasas Budapest, ASI DSE (Angyalföldi Sportiskola és Diáksport Egyesület) und PLER KC.